# Cunoda Júki
Cunoda Júki (japánul: 角田 裕毅, IPA: [tsɯnoda jɯ̟ᵝːkʲi]; Kanagava, 2000. május 11. –) japán autóversenyző, aki jelenleg a Red Bull Junior Team és a Honda Formula Dream Project tagja. A Formula-1 történetében a legtöbbször rajthoz álló japán versenyző (egyelőre dobogós helyezés nélkül). 2020-ban a Formula–2 bajnokság harmadik helyén végzett, majd 2021-ben debütált a Formula–1-ben az AlphaTauri csapat versenyzőjeként.

## Pályafutása

### Kezdeti sikerek: 2009–2015
Cunoda karrierje 2009-ben indult gokartozással. Ebben az évben egy harmadik helyezést ért el a kelet-japán junior gokart bajnokság Expert kategóriájában. Ezt követően három évig a JAF Junior gokart bajnokság versenyein vett részt. 2013-tól kezdve már a Regionális gokart bajnokságban vett részt, amelyet első próbálkozásra meg is nyert. Egy évvel később a Nemzeti bajnokság mezőnyének tagja volt, legjobb eredménye egy második hely volt a F125 kategóriában.

### Hazai sorozatok: 2016–2018
Cunoda professzionális autóversenyzői pályafutása 2016-ban kezdődött. Ebben az évben a japán Formula–4-es bajnokság egy fordulóján vett részt a Sutekina Racing Team csapatával. A Suzukában rendezett versenyeken egy 2. és egy 4. helyet szerzett. 2017-ben teljesítette első teljes szezonját a bajnokságban. A Honda által üzemeltetett csapatban versenyzett. Az évet egy győzelemmel kezdte az Okayama International Circuit versenypályán. Ezt követően további kettő alkalommal diadalmaskodott. 6 alkalommal állhatott fel a dobogóra a szezon során és összesen 173 pontot szerzett, ezzel a 3. pozícióban zárta a szezont.
A következő idénytől kezdve a Honda támogatásával folytathatta versenyzői pályafutását. Az első 6 megmérettetés során 5 alkalommal diadalmaskodott, ezzel egy 56 pontos előnyt alakított ki a többi versenyzővel szemben. A szezon második részében további 2 győzelmet szerzett, és több alkalommal is a dobogóra állhatott. 245 ponttal nyerte meg a bajnokságot Natori Teppeiel szemben.

### Nemzetközi bajnokságok: 2019–
Euroformula Open

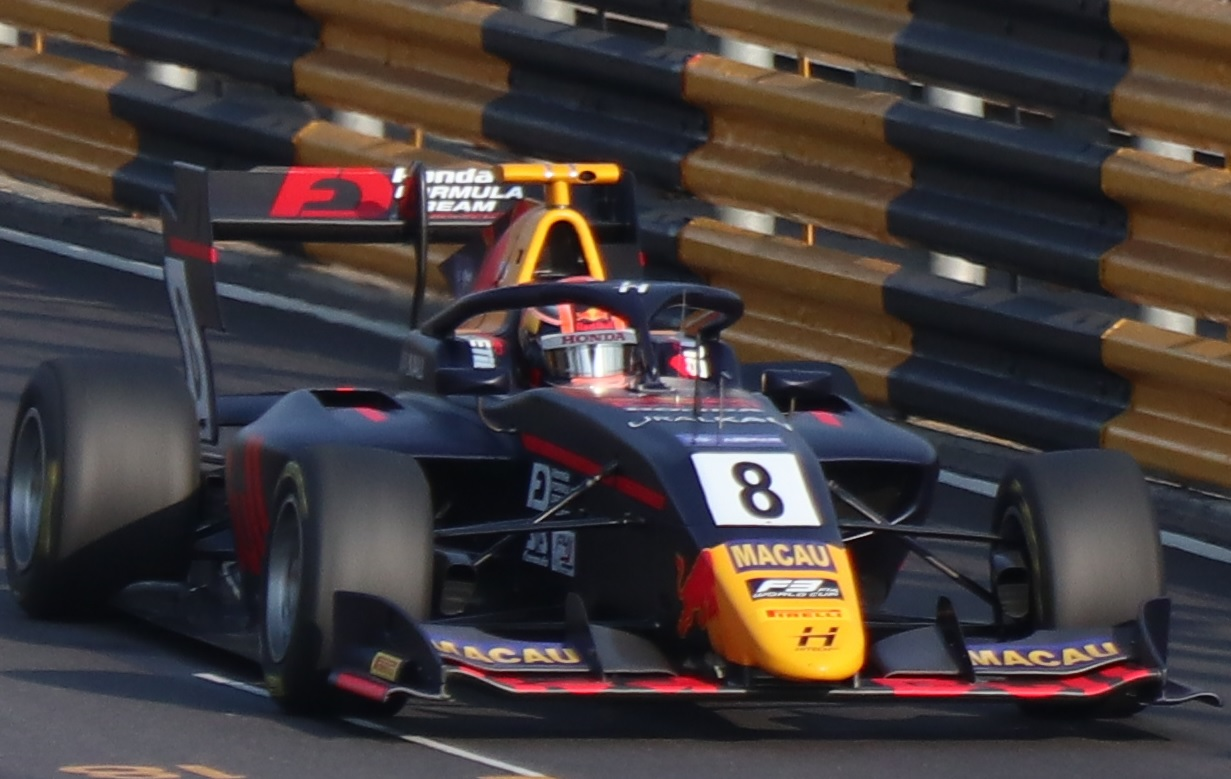
Cunoda a 2019-es makaói nagydíjon

2018 decemberében bejelentették, hogy csatlakozott a Red Bull Racing fiatal versenyzőket támogató programjához, a Red Bull Junior Team-hez. Eredetileg a Formula European Masters bajnokságban teljesítette volna a szezont, azonban a sorozat megszűnése miatt az Euroformula Open bajnokság mezőnyét erősítette a Motopark csapatával. Csapattársa Liam Lawson volt, akit szintén támogatott a Red Bull. Az első versenyen, amelyet a  Circuit Paul Ricard versenypályán rendeztek meg, egy második helyen szerzett a japán versenyző. A következő fordulón ismét dobogós helyet ért el a Circuit de Pau-Ville aszfaltcsíkján. Első győzelmét Hockenheimben szerezte meg. Összesen 151 pontot gyűjtött össze, amellyel a 4. helyet szerezte meg a tabellán.
Formula–3
2019-ben az FIA Formula–3 bajnokság versenyein is részt vett a svájci Jenzer Motorsport színeiben. Első pontját Spanyolországban szerezte. A szezon első fele felemásan alakult a számára, legjobb helyezése a nyári szünet előtt egy hatodik pozíció volt, amelyet a Hungaroringen szerzett. Belgiumban a második helyen intették le és az Olaszországban rendezett futamokon mindkét alkalommal az első három között végzett: az első versenyt a harmadik, míg a második viadalt az első helyen zárta. Az idényt 67 ponttal a 9. helyen zárta. Az év végén részt vett a Makaó nagydíjon a Hitech Grand Prix gárdájának segítségével. A legendás viadalt a 11. pozícióban zárta.
Formula–2
2020 januárjában a Honda bejelentette, hogy a japán versenyző az M2 Comptetition alakulatával részt vesz a télen futó Toyota Racing Series versenyein. Ugyanebben a hónapban az is kiderült, hogy a versenyzői pályafutását az FIA Formula–2 bajnokságban folytatja a Carlin csapatával. Augusztus 9-én a második brit forduló sprintfutamán nagyrészt a harmadik helyen haladt, majd nem sokkal a verseny vége előtt az első két helyen haladó csapattárs, Robert Svarcman és Mick Schumacher összeütköztek, ő pedig mindkettejüket megelőzte és végül életében először futamgyőzelmet ünnepelhetett a sorozatban. Augusztus 29-én a pole-pozícióból rajtolhatott Belgiumban. Az utolsó körben már nem elsőre megpróbálta megelőzni Nyikita Mazepint, azonban az orosz versenyző leterelte a pályáról, így a 2. helyen zárt, azonban a levezetőkörön egy 5 másodperces időbüntetést szabtak ki Mazepinre és így Cunodát hirdették ki győztesnek. Oroszországban is a leggyorsabb tudott lenni a kvalifikáción, csapattársa Jehan Daruvala pedig a második helyre hozta be a Carlint. A verseny 19. körében Mick Schumacher megelőzte, majd a pálya végén még Callum Ilott is elment mellette, de őt az utolsó körben még visszatudta venni a pozíciót, így a 2. helyen futott be. November 27-én Bahreinben az időmérőn csak az utolsó helyre tudta magát kvalifikálni, mivel egyik körén megforgott és lefulladt az autója. A versenyen kiegyensúlyozott és jó versenyzésnek köszönhetően egészen a 6. helyig zárkózott fel. December 4-én ugyanezen a helyszínen volt megtartva a szezonzáró egy másik vonalvezetésen. Az időmérő edzés elején már megfutotta a leggyorsabb köridőt, így Callum Ilott mögött a második legtöbb, szám szerint 4 rajtelsősége tudhatott magáénak. A forduló főversenyét meg is tudta nyerni, amivel harmadik győzelmét aratta. A sprintfutamon a 8. helyről várhatta a piros lámpák kialvását, majd egy körrel a futam és egyben az idény vége előtt maga mögé utasította Dan Ticktumot és a 2. helyen zárt csapattársa, Daruvala mögött. Az összetettben elfoglalt 3. helye és kerek 200 pontja után megszerezte a Formula–1-es bekerüléshez szükséges szuperlicensz pontokat, és az év végi díjátadó gálán ő érdemelte ki a második alkalommal átadott Anthoine Hubert-díjat, amit a legjobban teljesítő újoncnak adnak át.

### 2020
2020 augusztusában a Formula–1-es Scuderia AlphaTauri csapat főnöke, Franz Tost bejelentette, hogy Cunoda a 2020-as abu-dzabi nagydíj után megrendezésre kerülő újoncteszten vezetheti a gárda egyik autóját. Előtte azonban egy zárt körű edzés alkalmával lehetőséget kapott a 2018-as konstrukcióval az olaszországi Imolában. 2020. december 16-án az AlphaTauri hivatalosan bejelentette, hogy a Cunoda a csapat versenyzőjeként és Pierre Gasly csapattársaként csatlakozik a Formula–1 mezőnyéhez a 2021-es idényre.
2021
Az idénynyitó bahreini nagydíjon több látványos előzést bemutatva a 9. helyen végzett. Ezzel ő lett Stoffel Vandoorne 2016-ban történt bemutatkozása óta az első újonc, aki pontot szerzett az első versenyén és a 2012-es brazíl nagydíj, Kobajasi Kamui óta az első japán pontszerző a Formula–1-ben. A 2021-es szezon sok nehézséget hozott az újonc számára. Az imolai nagydíj időmérőjén autója megcsúszott és neki ment a falnak. A versenyen a mezőny végéről indulva a tizenkettedik helyre küzdötte fel magát. A spanyol nagydíjon a tizenhatodik helyet szerezte meg az időmérőn, a versenyét egy elektromos hiba miatt meg kellett szakítania. Az azerbajdzsáni nagydíjon először került be a Q3-ba, de falba ütközött. A versenyt tizenhetedikként fejezte be. A francia nagydíj időmérőjén ismét megforgott és a falba ütközött.
Cunoda a legjobb eredményét a magyar nagydíjon érte el. Tizenhatodikként indult a versenyen és hetedikként ért célba. Sebastian Vettel diszkvalifikációja után a hatodik helyet tudhatta magáénak. A holland nagydíjat nem tudta befejezni egy tápegység hiba miatt. A következő, olasz nagydíjon, a sprintkvalifikáció alatt Robert Kubicával ütközött, utána a versenyen nem indult fék hibák miatt.
A következő hét nagydíjon Cunoda mindig bejutott a Q3-ba, de a versenyeken csak egyszer sikerül pontot szereznie, a kilencedik helyen végezve az amerikai nagydíjon. A szezon utolsó versenyén az időmérőn a nyolcadik helyet szerezte meg, ez volt az első alkalom, hogy jobb helyről indult, mint csapattársa, Pierre Gasly. A versenyen a negyedik helyre küzdötte fel magát, ezzel 12 pontot szerezve a csapatnak. A pontokkal a világbajnokságban tizennegyedik lett, 32 ponttal.
2022
Az AlphaTauri a 2022-es évre megtartotta két versenyzőjét, Gaslyt és Cunodát. A szezonnyitó versenyen Júki az időmérőn a tizenhatodik helyet szerezte meg és nyolcadik lett a versenyen. A szaúd-arábiai nagydíj időmérőjén egy üzemanyag ellátási hiba miatt nem indult el, a versenyen tápegység hiba miatt nem indult el. Az ausztrál nagydíjon sem szerzett pontokat, tizenötödikként végezve. Az emilia-romagnai nagydíjon hetedik helyen végzett, megelőzve ezzel csapattársát. Cunoda elmondása szerint ez volt az eddigi F1-es karrierjének legjobb versenye. Juki tizennegyedikként végzett a brit nagydíjon, miután neki koccant csapattársának amitől mind a ketten megforogtak. Később bocsánatot kért a csapattól és Gaslytól is.

## Eredményei

### Karrier összefoglaló
| Év   | Bajnokság                 | Csapat                      | Verseny | Győzelem | Pole | Leggyorsabb kör | Dobogós helyezés | Pont | Helyezés |
| ---- | ------------------------- | --------------------------- | ------- | -------- | ---- | --------------- | ---------------- | ---- | -------- |
| 2016 | Japán Formula–4 bajnokság | Sutekina Racing Team        | 2       | 0        | 0    | 0               | 2                | 30   | 16.      |
| 2017 | Japán Formula–4 bajnokság | Honda Formula Dream Project | 14      | 3        | 4    | 1               | 6                | 173  | 3.       |
| 2018 | Japán Formula–4 bajnokság | Honda Formula Dream Project | 14      | 7        | 8    | 4               | 11               | 245  | 1.       |
| 2019 | Formula–3                 | Jenzer Motorsport           | 16      | 1        | 0    | 1               | 3                | 67   | 9.       |
| 2019 | Euroformula Open          | Team Motopark               | 14      | 1        | 0    | 3               | 6                | 151  | 4.       |
| 2019 | Makaó nagydíj             | Hitech Grand Prix           | 1       | 0        | 0    | 0               | 0                | —    | 11.      |
| 2020 | Formula–2                 | Carlin                      | 24      | 3        | 4    | 3               | 7                | 200  | 3.       |
| 2020 | Toyota Racing Series      | M2 Competition              | 15      | 1        | 0    | 0               | 3                | 267  | 4.       |
| 2021 | Formula–1                 | AlphaTauri                  | 22      | 0        | 0    | 0               | 0                | 32   | 14.      |
| 2022 | Formula–1                 | AlphaTauri                  | 22      | 0        | 0    | 0               | 0                | 12   | 17.      |
| 2023 | Formula–1                 | AlphaTauri                  | 22      | 0        | 0    | 1               | 0                | 17   | 14.      |
| 2024 | Formula–1                 | RB                          | 24      | 0        | 0    | 0               | 0                | 30   | 12.      |
| 2025 | Formula–1                 | Racing Bulls                | 2       | 0        | 0    | 0               | 0                | 10*  | 17.*     |
| 2025 | Formula–1                 | Red Bull                    | 12      | 0        | 0    | 0               | 0                | 10*  | 17.*     |

* A szezon jelenleg is zajlik.

### Teljes FIA Formula–3-as eredménysorozata
(Táblázat értelmezése)

(Félkövér: pole-pozícióból indult; dőlt: leggyorsabb kört futott) 

| Év   | Csapat            | 1          | 2         | 3         | 4         | 5          | 6          | 7          | 8         | 9         | 10        | 11        | 12        | 13        | 14        | 15         | 16          | Helyezés | Pont |
| ---- | ----------------- | ---------- | --------- | --------- | --------- | ---------- | ---------- | ---------- | --------- | --------- | --------- | --------- | --------- | --------- | --------- | ---------- | ----------- | -------- | ---- |
| 2019 | Jenzer Motorsport | ESP FEA 10 | ESP SPR 9 | FRA FEA 7 | FRA SPR 9 | AUT FEA 16 | AUT SPR 11 | GBR FEA 14 | GBR SPR 7 | HUN FEA 9 | HUN SPR 6 | BEL FEA 6 | BEL SPR 2 | ITA FEA 3 | ITA SPR 1 | RUS FEA 12 | RUS FEA 25† | 9.       | 67   |

† A versenyt nem fejezte be, de helyezését értékelték, mert a versenytáv több, mint 90%-át teljesítette.

### Teljes FIA Formula–2-es eredménysorozata
(Táblázat értelmezése)

(Félkövér: pole-pozícióból indult; dőlt: leggyorsabb kört futott) 

| Év   | Csapat | 1           | 2           | 3          | 4           | 5          | 6          | 7          | 8           | 9          | 10         | 11        | 12        | 13        | 14        | 15        | 16         | 17         | 18         | 19        | 20         | 21         | 22          | 23         | 24         | Helyezés | Pont |
| ---- | ------ | ----------- | ----------- | ---------- | ----------- | ---------- | ---------- | ---------- | ----------- | ---------- | ---------- | --------- | --------- | --------- | --------- | --------- | ---------- | ---------- | ---------- | --------- | ---------- | ---------- | ----------- | ---------- | ---------- | -------- | ---- |
| 2020 | Carlin | AUT1 FEA 18 | AUT1 SPR 11 | AUT2 FEA 2 | AUT2 SPR Ki | HUN FEA 16 | HUN SPR 18 | GBR1 FEA 3 | GBR1 SPR Ki | GBR2 FEA 6 | GBR2 SPR 1 | ESP FEA 4 | ESP SPR 4 | BEL FEA 1 | BEL SPR 9 | ITA FEA 4 | ITA SPR Hn | MUG FEA 16 | MUG SPR 19 | RUS FEA 2 | RUS SPR 6‡ | BHR1 FEA 6 | BHR1 SPR 15 | BHR2 FEA 1 | BHR2 SPR 2 | 3.       | 200  |

‡ A versenyt félbeszakították, és mivel nem teljesítették a táv 75%-át, így csak a pontok felét kapta meg.

### Teljes Formula–1-es eredménysorozata
(Táblázat értelmezése)

(Félkövér: pole-pozícióból indult; dőlt: leggyorsabb kört futott) 

| Év   | Csapat       | 1      | 2      | 3      | 4      | 5      | 6      | 7      | 8      | 9      | 10     | 11     | 12     | 13     | 14     | 15     | 16     | 17     | 18     | 19     | 20     | 21      | 22     | 23     | 24     | Helyezés | Pont |
| ---- | ------------ | ------ | ------ | ------ | ------ | ------ | ------ | ------ | ------ | ------ | ------ | ------ | ------ | ------ | ------ | ------ | ------ | ------ | ------ | ------ | ------ | ------- | ------ | ------ | ------ | -------- | ---- |
| 2021 | AlphaTauri   | BHR 9  | EMI 12 | POR 15 | ESP Ki | MON 16 | AZE 7  | FRA 13 | STY 10 | AUT 12 | GBR 10 | HUN 6  | BEL 15 | NED Ki | ITA Ni | RUS 17 | TUR 14 | USA 9  | MEX Ki | BRA 15 | QAT 13 | SAU 14  | UAE 4  |        |        | 14.      | 32   |
| 2022 | AlphaTauri   | BHR 8  | SAU Ni | AUS 15 | EMI 7  | MIA 12 | ESP 10 | MON 17 | AZE 13 | CAN Ki | GBR 14 | AUT 16 | FRA Ki | HUN 19 | BEL 13 | NED Ki | ITA 14 | SIN Ki | JPN 13 | USA 10 | MEX Ki | BRA 17  | UAE 11 |        |        | 17.      | 12   |
| 2023 | AlphaTauri   | BHR 11 | SAU 11 | AUS 10 | AZE 10 | MIA 11 | MON 15 | ESP 12 | CAN 14 | AUT 19 | GBR 16 | HUN 15 | BEL 10 | NED 15 | ITA Ni | SIN Ki | JPN 12 | QAT 15 | USA 8  | MEX 12 | BRA 9  | LVS 18† | UAE 8  |        |        | 14.      | 17   |
| 2024 | Racing Bulls | BHR 14 | SAU 15 | AUS 7  | JPN 10 | CHN Ki | MIA 7  | EMI 10 | MON 8  | CAN 14 | ESP 19 | AUT 14 | GBR 10 | HUN 9  | BEL 16 | NED 17 | ITA Ki | AZE Ki | SIN 12 | USA 14 | MEX Ki | BRA 7   | LVS 9  | QAT 13 | UAE 12 | 12.      | 30   |
| 2025 | Racing Bulls | AUS 12 | CHN 16 |        |        |        |        |        |        |        |        |        |        |        |        |        |        |        |        |        |        |         |        |        |        | 17.*     | 10*  |
| 2025 | Red Bull     |        |        | JPN 12 | BHR 9  | SAU Ki | MIA 10 | EMI 10 | MON 17 | ESP 13 | CAN 12 | AUT 16 | GBR 15 | BEL 13 | HUN    | NED    | ITA    | AZE    | SIN    | USA    | MEX    | BRA     | LVS    | QAT    | UAE    | 17.*     | 10*  |

* A szezon jelenleg is zajlik.